# Николай Барбот дьо Марни
Николай Павлович Барбот дьо Марни (на руски: Николай Павлович Барбот де Марни) е руски изследовател, геолог, професор в Петербургския минен институт (1866).

## Произход и младежки години (1829 – 1853)
Роден е на 31 януари 1829 година (по други данни 1831 или 1832) в Пермска губерния. Син е на французин пленен през Отечествената война (1812) и заселил се в Пермска губерния.
През 1852 завършва Санктпетербургския минен институт със звание инженер-поручик и веднага е командирован в Тулска губерния за практическо изучаване на каменовъглените формации.

## Експедиционна и изследователска дейност (1853 – 1877)
През 1853 е прехвърлен в Урал и до 1859 участва в голяма геоложка експедиция възглавявана от Ернест Хофман.
През 1860 – 1862 участва като геолог в експедицията на военния топограф Капитон Иванович Костенков. За геолого-географските си изследвания в Калмикия и за съставянето на първата геоложка карта на района получава златен медал от Имперското географско дружество.
През 1862 е командирован в Европа, където се занимава отново с геоложки изследвания в Германия, Белгия и Франция, и събира образци за геоложките музеи.
След завръщането си от Европа Барбот дьо Марни е назначен за преподавател по геология в Минния институт, а от 1866 става професор. Всяко лято извършва екскурзии по Русия като изследва Галиция, Волин, Подолие, Херсонска, Курска, Харковска, Екатеринославска, Киевска, Рязанска, Воронежка, Симбирска, Саратовска, Тамбовска, Астраханска и части от Вологодска и Астраханска губерния.
През лятото на 1864 изследва района между горното течение на река Сухона и левите притоци на Волга (западния край на възвишението Северни Ували). Изследва и цялото течение на Сухона (1130 км). Изследванията му са насочени главно в изучаване на пермските отложения в тези райони. В неогеновите отложения в южните части на Европейска Русия предлага да се отдели нов сарматски етаж, а плиоценските варовици в района на Одеса ги отнася към понтийския етаж (1869).
През 1875 пресича Аралско море и се изкачва на 200 км по Амударя. Изследва и картира хребета Султан-Увайс, разположен покрай десния бряг на реката (дължина 60 км, 473 м). След това прониква в централната част на Къзълкум и изследва възвишението Букантау (764 м), а на югоизток пръв картира планината Тамдитау (64 – 65º и.д., 922 м). На югоизток, между 65º 30` и 67º и.д. открива хребетите Нуратау (2165 м) и Актау (2003 м), явяващи се крайни северозападни разклонения на Туркестанския хребет. Доказва, че геоложките отложения в изследвания район принадлежат главно към епохата на кредата, а не към третичната система.
Изследва и изучава въглищните находища в Подмосковието, полезните изкопаеми в южните и централни райони на Европейска Русия и Урал.
Умира на 4 април 1877 година в Санкт Петербург.

## Съчинения
- „Очерки восточного и западного Маныча“, СПБ, 1861;
- „Геологическо-орографический очерк Калмыц-кой степи и прилегающих к ней земель (ЗРГО. СПБ, 1862р кн. 3);
- „Геогностическое путешествие в северные губернии Европейской России“, СПБр 1868.